# Joachim Olsen
Pour les articles homonymes, voir Olsen.
Joachim Broechner Olsen (né le 31 mai 1977 à Aalborg) est un athlète danois spécialiste du lancer du poids.

## Biographie
Médaillé de broonze des mondiaux en salle de 2006, Olsen récupère la médaille d'argent à la suite d'une disqualification pour dopage du vainqueur. Une cérémonie de remise des médailles est réalisée à l'occasion des championnats du monde en salle 2018 de Birmingham.
En 2008 il participe et remporte Vild med dans, la version danoise de Danse avec les stars.

## Palmarès

### Jeux olympiques
- Jeux olympiques de 2004 à Athènes ( Grèce)
  -  Médaille d'argent au lancer du poids (après disqualification de Yuriy Bilonog)

### Championnats du monde d'athlétisme en salle
- Championnats du monde d'athlétisme en salle de 2004 à Budapest ( Hongrie)
  -  Médaille de bronze au lancer du poids
- Championnats du monde d'athlétisme en salle de 2006 à Moscou ( Russie)
  -  Médaille d'argent au lancer du poids

### Championnats d'Europe d'athlétisme
- Championnats d'Europe d'athlétisme de 2002 à Munich ( Allemagne)
  -  Médaille d'argent au lancer du poids
- Championnats d'Europe d'athlétisme de 2006 à Göteborg,  Suède
  -  Médaille de bronze au lancer du poids

### Championnats d'Europe d'athlétisme en salle
- Championnats d'Europe d'athlétisme en salle de 2002 à Vienne ( Autriche)
  -  Médaille d'argent au lancer du poids
- Championnats d'Europe d'athlétisme en salle de 2005 à Madrid ( Espagne)
  -  Médaille d'or au lancer du poids
- Championnats d'Europe d'athlétisme en salle de 2007 à Birmingham ( Angleterre)
  -  Médaille de bronze au lancer du poids

## Distinction personnelle
- Choisi comme porte drapeau de la délégation danoise aux Jeux olympiques d'été de 2008